# Episodi di Royal Playhouse (quarta stagione)
La quarta stagione della serie televisiva Royal Playhouse (Fireside Theater) è andata in onda negli Stati Uniti dal 28 agosto 1951 al 24 giugno 1952 sulla NBC.
| nº | Titolo originale           | Prima TV USA      | Titolo italiano | Prima TV Italia |
| -- | -------------------------- | ----------------- | --------------- | --------------- |
| 1  | Comes the Day              | 28 agosto 1951    |                 |                 |
| 2  | Second Chance              | 4 settembre 1951  |                 |                 |
| 3  | Homer Takes a Bride        | 11 settembre 1951 |                 |                 |
| 4  | Solitaire                  | 18 settembre 1951 |                 |                 |
| 5  | White Violet               | 25 settembre 1951 |                 |                 |
| 6  | Dr. Mac                    | 2 ottobre 1951    |                 |                 |
| 7  | The Birds Are Walking      | 9 ottobre 1951    |                 |                 |
| 8  | Treasure of the Heart      | 16 ottobre 1951   |                 |                 |
| 9  | Torture                    | 23 ottobre 1951   |                 |                 |
| 10 | Party Dress                | 30 ottobre 1951   |                 |                 |
| 11 | Big Night in Boonetown     | 6 novembre 1951   |                 |                 |
| 12 | The Seven Graces           | 13 novembre 1951  |                 |                 |
| 13 | Handcuffed                 | 20 novembre 1951  |                 |                 |
| 14 | Not a Bit Like Jason       | 27 novembre 1951  |                 |                 |
| 15 | The Squeeze                | 4 dicembre 1951   |                 |                 |
| 16 | A Question of Wills        | 11 dicembre 1951  |                 |                 |
| 17 | Black Savannah             | 18 dicembre 1951  |                 |                 |
| 18 | A Christmas Carol          | 25 dicembre 1951  |                 |                 |
| 19 | The Saint and the Senorita | 1º gennaio 1952   |                 |                 |
| 20 | Hunt for Death             | 8 gennaio 1952    |                 |                 |
| 21 | The Old Order Changeth     | 15 gennaio 1952   |                 |                 |
| 22 | Flame of Faith             | 22 gennaio 1952   |                 |                 |
| 23 | Twilight Song              | 29 gennaio 1952   |                 |                 |
| 24 | Land of Destiny            | 5 febbraio 1952   |                 |                 |
| 25 | The Old Talbot             | 12 febbraio 1952  |                 |                 |
| 26 | The Broken Chord           | 19 febbraio 1952  |                 |                 |
| 27 | The Co-Signer              | 26 febbraio 1952  |                 |                 |
| 28 | M'Liss                     | 4 marzo 1952      |                 |                 |
| 29 | The Secret                 | 11 marzo 1952     |                 |                 |
| 30 | Washington Rendezvous      | 18 marzo 1952     |                 |                 |
| 31 | Hurry, Hurry               | 25 marzo 1952     |                 |                 |
| 32 | Sound in the Night         | 1º aprile 1952    |                 |                 |
| 33 | The Living Thing           | 8 aprile 1952     |                 |                 |
| 34 | Brown of Calaveras         | 15 aprile 1952    |                 |                 |
| 35 | Deadline                   | 22 aprile 1952    |                 |                 |
| 36 | The Last Stop              | 29 aprile 1952    |                 |                 |
| 37 | The Hunted Wedding         | 6 maggio 1952     |                 |                 |
| 38 | The Rivals                 | 13 maggio 1952    |                 |                 |
| 39 | To Stand Alone             | 20 maggio 1952    |                 |                 |
| 40 | The Imposter               | 27 maggio 1952    |                 |                 |
| 41 | Another Harvest            | 3 giugno 1952     |                 |                 |
| 42 | Mirage                     | 10 giugno 1952    |                 |                 |
| 43 | The Serpent's Tongue       | 17 giugno 1952    |                 |                 |
| 44 | The Boxer and the Stranger | 24 giugno 1952    |                 |                 |

## Comes the Day
- Diretto da:
- Scritto da:

### Trama
- Interpreti: Sheila Bromley, Paul Maxey, Tom Powers, Bigelow Sayre, Peggy Walker

## Second Chance
- Diretto da:
- Scritto da:

### Trama
- Interpreti: Anthony Caruso, Jorja Curtright, Robert Einer, Mary Jackson, Fred Nurney, Dorothy Vaughan, Charles Victor

## Homer Takes a Bride
- Diretto da:
- Scritto da:

### Trama
- Interpreti: Evelyn Eaton, Robert North

## Solitaire
- Diretto da:
- Scritto da:

### Trama
- Interpreti: Margaret Field, Gertrude Michael

## White Violet
- Diretto da:
- Scritto da:

### Trama
- Interpreti: Howland Chamberlain, Jim Davis, Eve Miller (Poetess), Anthony Sydes

## Dr. Mac
- Diretto da:
- Scritto da:

### Trama
- Interpreti: Margaret Field, Byron Foulger, Everett Glass, Emory Parnell, Tom Powers

## The Birds Are Walking
- Diretto da:
- Scritto da:

### Trama
- Interpreti: Morris Ankrum, Pepe Hern, Edward Norris, Dorothy Porter, Jimmy Smith

## Treasure of the Heart
- Diretto da:
- Scritto da:

### Trama
- Interpreti: Mary Castle, Ruth Clifford, Douglas Dick, William Fawcett, Gary Lee Jackson

## Torture
- Diretto da:
- Scritto da:

### Trama
- Interpreti: Dabbs Greer, Ken Harvey, Gary Lee Jackson, Vincent Price

## Party Dress
- Diretto da:
- Scritto da:

### Trama
- Interpreti: Claire Carleton, Evelyn Eaton, Cecil Elliott, Robert North, Lee Phelps, William Schallert, Michael Vallon

## Big Night in Boonetown
- Diretto da:
- Scritto da:

### Trama
- Interpreti: Leonard Freeman, Dabbs Greer, John Mitchum, Emory Parnell, Artie Sullivan, John Warburton

## The Seven Graces
- Diretto da:
- Scritto da:

### Trama
- Interpreti: Jessie Cavitt, Jim Davis, Noel Neill, Danni Sue Nolan, Aline Towne

## Handcuffed
- Diretto da:
- Scritto da:

### Trama
- Interpreti: Paul E. Burns, Dorothy Comingore (Rita), Watson Downs, John Indrisano, William F. Leicester (Dennis), Theresa Lyons

## Not a Bit Like Jason
- Diretto da:
- Scritto da:

### Trama
- Interpreti: Tommy Cook, Gloria Marshall, Lynne Roberts, John Sutton

## The Squeeze
- Diretto da:
- Scritto da:

### Trama
- Interpreti: Howland Chamberlain, Clancy Cooper (Matt), Jack Daly, Nolan Leary, William F. Leicester, John Warburton

## A Question of Wills
- Diretto da:
- Scritto da:

### Trama
- Interpreti: Charlene Hardey, Douglas Kennedy (Will Paton), June Lang, Maura Murphy (Althea), Tom Powers (Paton), Gene Raymond (se stesso  - presentatore)

## Black Savannah
- Diretto da:
- Scritto da:

### Trama
- Interpreti: Joan Leslie (Ilse), Bruce Lester, Lester Matthews (Brandt), Damian O'Flynn

## A Christmas Carol
- Diretto da:
- Scritto da:

### Trama
- Interpreti: Ralph Richardson (Ebenezer Scrooge), Arthur Treacher (Spirito del Natale Passato), Melville Cooper (Spirito del Natale Passato), Norman Barrs (Bob Cratchit), Nelson Case (annunciatore), Robin Craven (Mr. Fezziwig), Mary Lee Dearring (Belinda Cratchit), Robert Hay-Smith (Tiny Tim), Malcolm Keen (fantasma di Marley), Ronald Long (avvocato), Pat Malone (Spirito del Natale Futuro), Alan Napier (Charles Dickens), Margaret Phillips (Mrs. Cratchit), Judson Rees (Johnny), Betty Sinclair (serva in cucina), Rhod Walker (Fred), Bobby White (bambino cantante), Richard Wigginton (Peter Cratchit)

## The Saint and the Senorita
- Diretto da:
- Scritto da:

### Trama
- Interpreti: John Close, Edward Colmans, Amapola Del Vando, William Henry (tenente Porter), Wilson Millar, Rita Moreno (Maria), Julian Rivero, John Vosper

## Hunt for Death
- Diretto da:
- Scritto da:

### Trama
- Interpreti: Warren Douglas, George Eldredge, William F. Leicester (Joe), Lynne Roberts, George Wallace (Chuck)

## The Old Order Changeth
- Diretto da:
- Scritto da:

### Trama
- Interpreti: Claudia Barrett, James Dobson, Ann Doran (Nora), Frieda Inescort, Peggy O'Connor, Gene Raymond (se stesso  - presentatore), Hayden Rorke

## Flame of Faith
- Diretto da:
- Scritto da:

### Trama
- Interpreti: Douglas Kennedy (Joe), Maura Murphy (Effie), Fiona O'Shiel

## Twilight Song
- Diretto da:
- Scritto da:

### Trama
- Interpreti: Wade Crosby, J.M. Kerrigan (Davey), Moyna MacGill (Mrs. Sully), Maeve MacMurrough, Sean McClory, Patrick O'Moore, Dick Ryan

## Land of Destiny
- Diretto da:
- Scritto da:

### Trama
- Interpreti: William Bishop, Fortunio Bonanova, Clifford Brooke, Charlita, Herbert Deans, Bill Fletcher, Billy Griffith, June Lang, Bill Pullen, Natividad Vacío

## The Old Talbot
- Diretto da:
- Scritto da:

### Trama
- Interpreti: Gloria Henry, Alf Kjellin, Anna Q. Nilsson

## The Broken Chord
- Diretto da:
- Scritto da:

### Trama
- Interpreti: Lillian Albertson (Mrs. Haggerty), Marguerite Churchill (Margot), Jan Shepard (Jill)

## The Co-Signer
- Diretto da:
- Scritto da:

### Trama
- Interpreti: Jay Novello (Poppa Gentile)

## M'Liss
- Diretto da:
- Scritto da:

### Trama
- Interpreti: William Bishop, Robert Foulk, Kathleen Freeman, Joseph Granby, Rita Moreno, William Ruhl, John Vosper, John Warburton

## The Secret
- Diretto da:
- Scritto da:

### Trama
- Interpreti: Marguerite Churchill (Lisa), James Craven, Gary Gray (Johnny), John Hoyt (Sam)

## Washington Rendezvous
- Diretto da:
- Scritto da:

### Trama
- Interpreti: Lisa Ferraday (Connie), Craig Stevens (Phillip)

## Hurry, Hurry
- Diretto da:
- Scritto da:

### Trama
- Interpreti: Mary Castle, Pamela Duncan (Lucy), Raymond Hatton, George Reeves (John Carter)

## Sound in the Night
- Diretto da:
- Scritto da:

### Trama
- Interpreti: Willis Bouchey, Maurice Cass, Lee Marvin, William Vedder

## The Living Thing
- Diretto da:
- Scritto da:

### Trama
- Interpreti: Louise Arthur, Christine Cooper (Claudette), William Fawcett, Scott Forbes (conte Charles), Hugh Murray, John O'Malley, Stephen Roberts

## Brown of Calaveras
- Diretto da:
- Scritto da:

### Trama
- Interpreti: William Bishop (Will), Marjorie Lord (Sue Brown)

## Deadline
- Diretto da:
- Scritto da:

### Trama
- Interpreti: Douglas Kennedy (Dan), William F. Leicester (Keefe), Linda Leighton

## The Last Stop
- Diretto da:
- Scritto da:

### Trama
- Interpreti: Carole Mathews (Geraldine), John Warburton (Dick)

## The Hunted Wedding
- Diretto da:
- Scritto da:

### Trama
- Interpreti: Margaret Field (Irene), Garry Moore (David)

## The Rivals
- Diretto da:
- Scritto da:

### Trama
- Interpreti: Leslie Banning (Connie), Claudia Dell (Eve), Robert Paige (Steven)

## To Stand Alone
- Diretto da:
- Scritto da:

### Trama
- Interpreti: Scott Elliott, William Fawcett (Jed), Kristine Miller

## The Imposter
- Diretto da:
- Scritto da:

### Trama
- Interpreti: Joe Bailey, Betty Blythe, June Evans, Joan Leslie, Paul Maxey, Ruth Perrott, Craig Stevens

## Another Harvest
- Diretto da:
- Scritto da:

### Trama
- Interpreti: Russ Conway, Harvey B. Dunn, Kathleen Freeman, Phillip Reed (Don Jose), Dean Severence, Ruth Warrick (Anne)

## Mirage
- Diretto da:
- Scritto da:

### Trama
- Interpreti: Robert Foulk, William Henry (Henry), Marjorie Lord (Gwen), John Pickard, Armando Silvestre (Tony)

## The Serpent's Tongue
- Diretto da:
- Scritto da:

### Trama
- Interpreti: Louise Currie (Helen), Robert Paige (Boss), Alix Talton (Jane)

## The Boxer and the Stranger
- Diretto da:
- Scritto da:

### Trama
- Interpreti: Isabel Jewell, Carole Mathews